# ルアン・マドソン・ゲデオン・デ・パイバ
ルアン・マドソン・ゲデオン・デ・パイバ（Luan Madson Gedeão de Paiva 、1990年8月11日 - ）は、ブラジルのプロサッカー選手。ポジションはMF。

## 来歴
アトレチコ・ソロカーバの下部組織出身で、2008年にプロデビュー。同年にはコパ・パウリスタを制覇した。2011年シーズンと2012年シーズンは2年連続でチーム内得点王を獲得した。
2011年7月、コメルシアルFCのヨーロッパツアーに参加。ここでのプレーがFCバーゼルの目に留まりトライアルをオファーされたが、所属元のアトレチコ・ソロカーバと合意に至らず、そのままブラジルに帰国した。
2012年6月1日、AAポンチ・プレッタに12月までの期限付き移籍で加入。2013年7月8日のSEパルメイラス戦でセリエAデビューを果たすと、10月14日のフルミネンセFC戦でプロ初ゴールを決めた。
2012年12月4日、AAポンチ・プレッタは120万レアルをアトレチコ・ソロカーバに支払い、所有権の40パーセントを獲得した。しかし、それからわずか4日後にアトレチコ・ミネイロと4年契約を結び移籍した。
アトレチコ・ミネイロではFCシャフタール・ドネツクに移籍したベルナルジの穴を埋める活躍を披露し、2013年にはコパ・リベルタドーレス制覇に貢献した。しかし、2015年シーズンより後数年間は負傷で苦しんだ。
2013年12月21日、FIFAクラブワールドカップ三位決定戦広州恒大戦では決勝ゴールを決め勝利に貢献した。
2019年12月18日、Jリーグ・V・ファーレン長崎に完全移籍。
2022年2月10日、ゴイアスECに加入した。

## 個人成績
| 国内大会個人成績 | 国内大会個人成績 | 国内大会個人成績 | 国内大会個人成績 | 国内大会個人成績 | 国内大会個人成績 | 国内大会個人成績 | 国内大会個人成績 | 国内大会個人成績 | 国内大会個人成績 | 国内大会個人成績 | 国内大会個人成績 |
| 年度             | クラブ           | 背番号           | リーグ           | リーグ戦         | リーグ戦         | リーグ杯         | リーグ杯         | オープン杯       | オープン杯       | 期間通算         | 期間通算         |
| 年度             | クラブ           | 背番号           | リーグ           | 出場             | 得点             | 出場             | 得点             | 出場             | 得点             | 出場             | 得点             |
| 日本             | 日本             | 日本             | 日本             | リーグ戦         | リーグ戦         | リーグ杯         | リーグ杯         | 天皇杯           | 天皇杯           | 期間通算         | 期間通算         |
| ---------------- | ---------------- | ---------------- | ---------------- | ---------------- | ---------------- | ---------------- | ---------------- | ---------------- | ---------------- | ---------------- | ---------------- |
| 2020             | 長崎             | 10               | J2               | 31               | 6                | -                | -                |                  |                  |                  |                  |
| 2021             | 長崎             | 10               | J2               | 16               | 1                | -                | -                |                  |                  |                  |                  |
| 通算             | 日本             | 日本             | J2               | 47               | 7                | -                | -                |                  |                  |                  |                  |
| 総通算           | 総通算           | 総通算           | 総通算           | 47               | 7                | 0                | 0                |                  |                  |                  |                  |

## タイトル
アトレチコ・ソロカーバ
- コパ・パウリスタ: 2008

アトレチコ・ミネイロ
- カンピオナート・ミネイロ: 2013, 2015, 2017
- コパ・リベルタドーレス: 2013
- レコパ・スダメリカーナ: 2014
- コパ・ド・ブラジル: 2014